# ترياكي

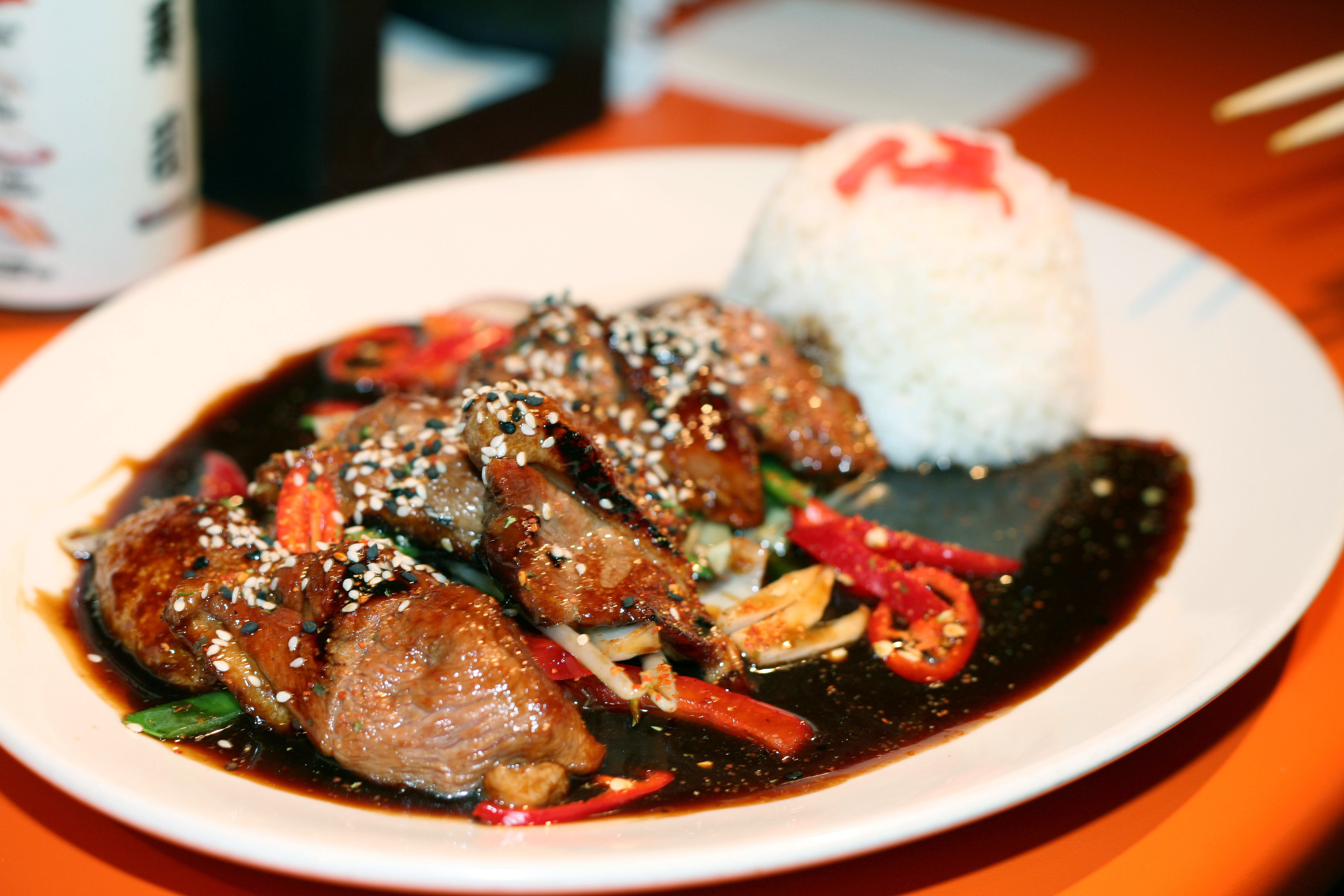
بطة ترياكي

ترياكي بـ اليابانية ( كانجي : 照り焼き) هو أسلوب للطبخ والطهي على الغاز ويتم شوي الدجاج أو تحميصه مع صلصة الصويا والميرين والسكر وهو على الطريقة اليابانية 
يتم استخدام السمك ذو الذيل الأصفر وسمك التونة والسلمون والماكريل بشكل رئيسي على الطريقة اليابانية وبينما يتم استخدام الدجاج واللحوم الحمراء ولحم الضأن والحم البقر في كثيرٍ من الأحيان في الشرق الأوسط ودول أوروبا شريحة لحم الهمبرغر وكرات اللحم المشوية
كلمة ترياكي مشتقة من اسم تعني باليابانية teri (照り) اللمعان بواسطه السكر وyaki (焼き) معناها طريقة الطهي والشوي التقليدي ويتم تغميس اللحمة بالفرشاة المخصصة للطهي مع الصلصة

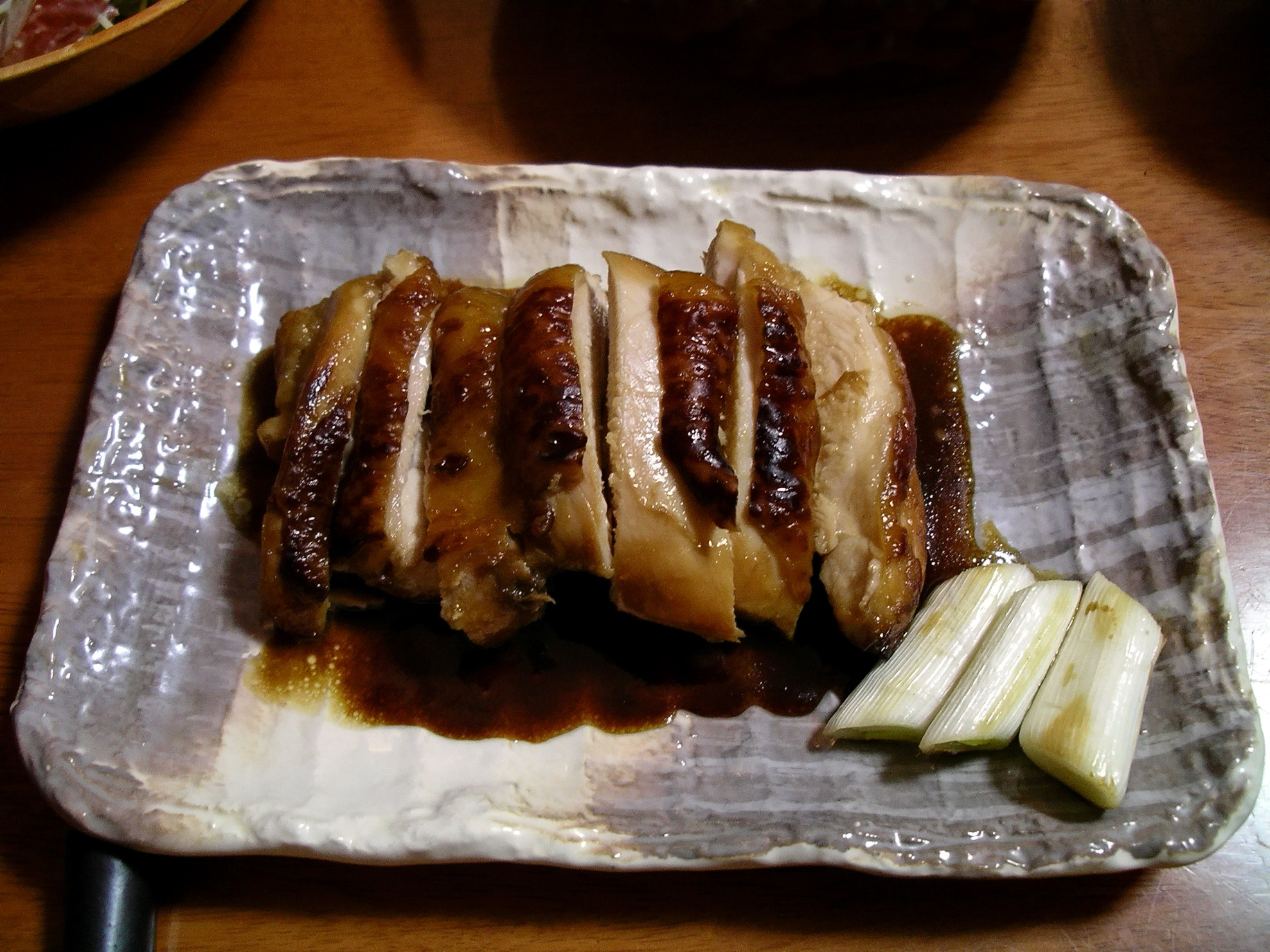
دجاج ترياكي مشوي

## حسب البلد

### في الولايات المتحدة
في الولايات المتحدة في مدينة واشنطن ظهرت ثقافة طهي الترياكي في التسعينات بوتيرة كبيرة وسرعان ماتسارعت حتّى وصلت عام 2010  إلى 83 مطعم باسم ترياكي وتم وصفهم بأنهم المطاعم المميزة في هذه المدينة باعتبارها مطاعم مميزة للوجبات السريعة